# ندو، کامرون
ندو (به لاتین: Ndu) یک منطقهٔ مسکونی در کامرون است که در دونگا منتونگ واقع شده‌است. ندو کمی بیش از ۲۰۰۰۰ نفر جمعیت دارد.